# Ceriomydas vespoides
Ceriomydas vespoides är en tvåvingeart som beskrevs av Nelson Papavero och Wilcox 1974. Ceriomydas vespoides ingår i släktet Ceriomydas och familjen Mydidae. Inga underarter finns listade i Catalogue of Life.